# Samuel M. McElvain
Samuel Marion McElvain (9 décembre 1897 - 11 avril 1973) est un chimiste organicien et synthétique américain qui passe sa carrière de chercheur à la faculté de l'Université du Wisconsin.

## Carrière
McElvain étudie d'abord à l'Université Washington de Saint-Louis et obtient sa maîtrise et son doctorat à l'Université de l'Illinois en 1923. En 1923, il devient professeur à l'Université du Wisconsin à Madison, dont il prend sa retraite et devient professeur émérite en 1961,.
McElvain est connu pour ses recherches sur le mécanisme de la condensation de Claisen et sur la chimie des acétals de cétène. Il s'intéresse également à la pharmacologie de la cocaïne et d'autres composés d'intérêt en tant qu'anesthésiques locaux, ce qui incite la recherche fondamentale dans la chimie des pipéridines et des pyridines ainsi qu'une collaboration à long terme avec l'industrie pharmaceutique avec Eli Lilly and Company.
McElvain préside la division organique de l'American Chemical Society en 1945-1946 et siège au comité de rédaction du Journal of the American Chemical Society pendant dix ans, de 1946 à 1956. Il est élu à l'Académie nationale des sciences des États-Unis en 1949.